# Trophée des champions 2014 (handball)
Navigation
Trophée des champions 2013 Trophée des champions 2015
Le Trophée des champions 2014 est la cinquième édition du Trophée des champions, compétition française de handball organisée par la Ligue nationale de handball. La compétition est organisée à Monastir en Tunisie et se déroule les 6 et 7 septembre 2014 à la salle omnisports Mohamed-Mzali.

## Équipes engagées
Quatre équipes participent à cette compétition :
- le Dunkerque HGL, champion de France 2013-2014 ;
- le PSG Handball, vainqueur de la coupe de France 2013-2014 ;
- le Montpellier AHB, vainqueur de la coupe de la Ligue 2013-2014 ;
- le HBC Nantes, quatrième du championnat de France 2013-2014.

## Résultats

### Demi-finales
| 6 septembre 2014 17 h 00 | Dunkerque HGL     | 27-26   | HBC Nantes      | Monastir, Tunisie Affluence : 5 000 Arbitrage : Jean-François Bourgeois et Jean-Pierre Moréno |
| 6 septembre 2014 17 h 00 | Benjamin Afgour 8 | (16-14) | Valero Rivera 9 | Monastir, Tunisie Affluence : 5 000 Arbitrage : Jean-François Bourgeois et Jean-Pierre Moréno |
| 6 septembre 2014 17 h 00 | ×3 ×7 ×1*         |         | ×3 ×8 ×1*       | Monastir, Tunisie Affluence : 5 000 Arbitrage : Jean-François Bourgeois et Jean-Pierre Moréno |

| 6 septembre 2014 19 h 00 | PSG Handball    | 37-35 (tab)    | Montpellier AHB                  | Monastir, Tunisie Affluence : 5 000 Arbitrage : Laurent Reveret et Stevann Pichon |
| 6 septembre 2014 19 h 00 | Mikkel Hansen 9 | (17-17, 34-34) | Mathieu Grébille, Dragan Gajić 8 | Monastir, Tunisie Affluence : 5 000 Arbitrage : Laurent Reveret et Stevann Pichon |
| 6 septembre 2014 19 h 00 | Tab : 3-1       |                |                                  | Monastir, Tunisie Affluence : 5 000 Arbitrage : Laurent Reveret et Stevann Pichon |
| 6 septembre 2014 19 h 00 | ×3 ×2           |                | ×4* ×2                           | Monastir, Tunisie Affluence : 5 000 Arbitrage : Laurent Reveret et Stevann Pichon |

| 7 septembre 2014 17 h 00 | Montpellier AHB                | 32-31 (tab)    | HBC Nantes                              | Monastir, Tunisie Affluence : 3 000 Arbitrage : Jean-François Bourgeois et Jean-Pierre Moréno |
| 7 septembre 2014 17 h 00 | Diego Simonet, Felipe Borges 6 | (15-13, 28-28) | Valero Rivera, Mathieu de la Bretèche 5 | Monastir, Tunisie Affluence : 3 000 Arbitrage : Jean-François Bourgeois et Jean-Pierre Moréno |
| 7 septembre 2014 17 h 00 | Tab : 4-3                      |                |                                         | Monastir, Tunisie Affluence : 3 000 Arbitrage : Jean-François Bourgeois et Jean-Pierre Moréno |
| 7 septembre 2014 17 h 00 | ×3                             |                | ×3                                      | Monastir, Tunisie Affluence : 3 000 Arbitrage : Jean-François Bourgeois et Jean-Pierre Moréno |

| 7 septembre 2014 19 h 00 | Dunkerque HGL    | 23-34   | PSG Handball    | Monastir, Tunisie Affluence : 3 300 Arbitrage : Laurent Reveret et Stevann Pichon |
| 7 septembre 2014 19 h 00 | Baptiste Butto 6 | (10-14) | Gábor Császár 7 | Monastir, Tunisie Affluence : 3 300 Arbitrage : Laurent Reveret et Stevann Pichon |
| 7 septembre 2014 19 h 00 | ×3* ×3           |         | ×3              | Monastir, Tunisie Affluence : 3 300 Arbitrage : Laurent Reveret et Stevann Pichon |

## Vainqueur
| Vainqueur du Trophée des champions 2014 PSG Handball 1re victoire |